# 레볼루션 X
《레볼루션 X》(Revolution X)는 1994년에 미드웨이가 개발, 발매된 아케이드 건 슈팅 게임이다. 사용 기판은 미드웨이 X 시스템이며, 특이하게도 유명 밴드인 에어로스미스가 등장하였다.
폭탄 버튼을 누르면 폭발성 디스크가 나오는 특징이다. 이 게임의 기계는 3인용과 2인용 모두 존재한다. 아케이드 발매 이후 슈퍼 패미컴, 메가드라이브, 도스, 세가 새턴, 플레이스테이션으로도 이식되었다.

## 줄거리
1996년, 전 세계는 New Order Nation(줄여서 NON)이라는 이름의 정권이 지배한다. 그들의 정권은 음악과 같은 대중문화를 금지하는 디스토피아적 독재 정권이다. 그들은 음악, 비디오 게임과 같은 대중문화에 대한 전쟁을 선포하며 밴드들을 다 잡아들이고 있다. 이 때 마지막으로 남아있는 벤드 에어로스미스는 어느 비밀 지하 클럽에서 연주를 하고 있었다. 그러나 클럽을 찾아낸 NON 정권이 군대를 대거 투입하여 클럽을 급습, 에어로스미스 멤버들을 모두 잡아들인다. 압도적인 병력과 화력을 앞세운 대규모 NON 군대와 치열한 총격전을 벌인 끝에 클럽에서 구사일생으로 탈출한 플레이어들은 그들을 구하기 위해 NON의 지도자인 헬가에게 저항한다...

## 여담
체력이 다 떨어져서 플레이어가 죽으면 해당 플레이어 사이드의 화면이 'CENSORED(검열)'이라는 글자가 뜬다.

## 평가
| 평가 |                 |
| --- | --------------- |
| 평론 점수 평론사 점수 올게임 (SNES) [ 1 ] EGM 4.875/10 (SNES) [ 2 ] IGN 1/10 (PS) [ 3 ] PSM 2/10 [ 4 ] Next Generation (GEN, SNES) [ 5 ] [ 6 ] Sega Saturn Magazine 44% (SAT) [ 7 ] |                 |
| 평론 점수 |                 |
| 평론사 | 점수            |
| 올게임 | (SNES)          |
| EGM | 4.875/10 (SNES) |
| IGN | 1/10 (PS)       |
| PSM | 2/10            |
| Next Generation | (GEN, SNES)     |
| Sega Saturn Magazine | 44% (SAT)       |